# Antipsicótico

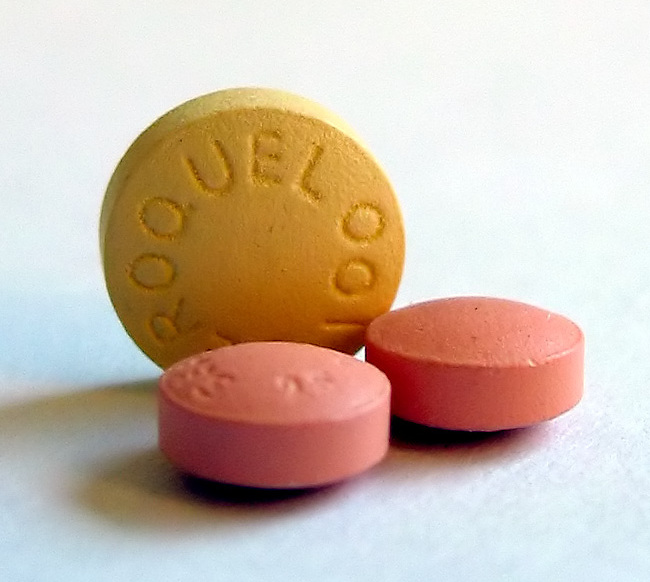
imagem de remédios antipsicóticos

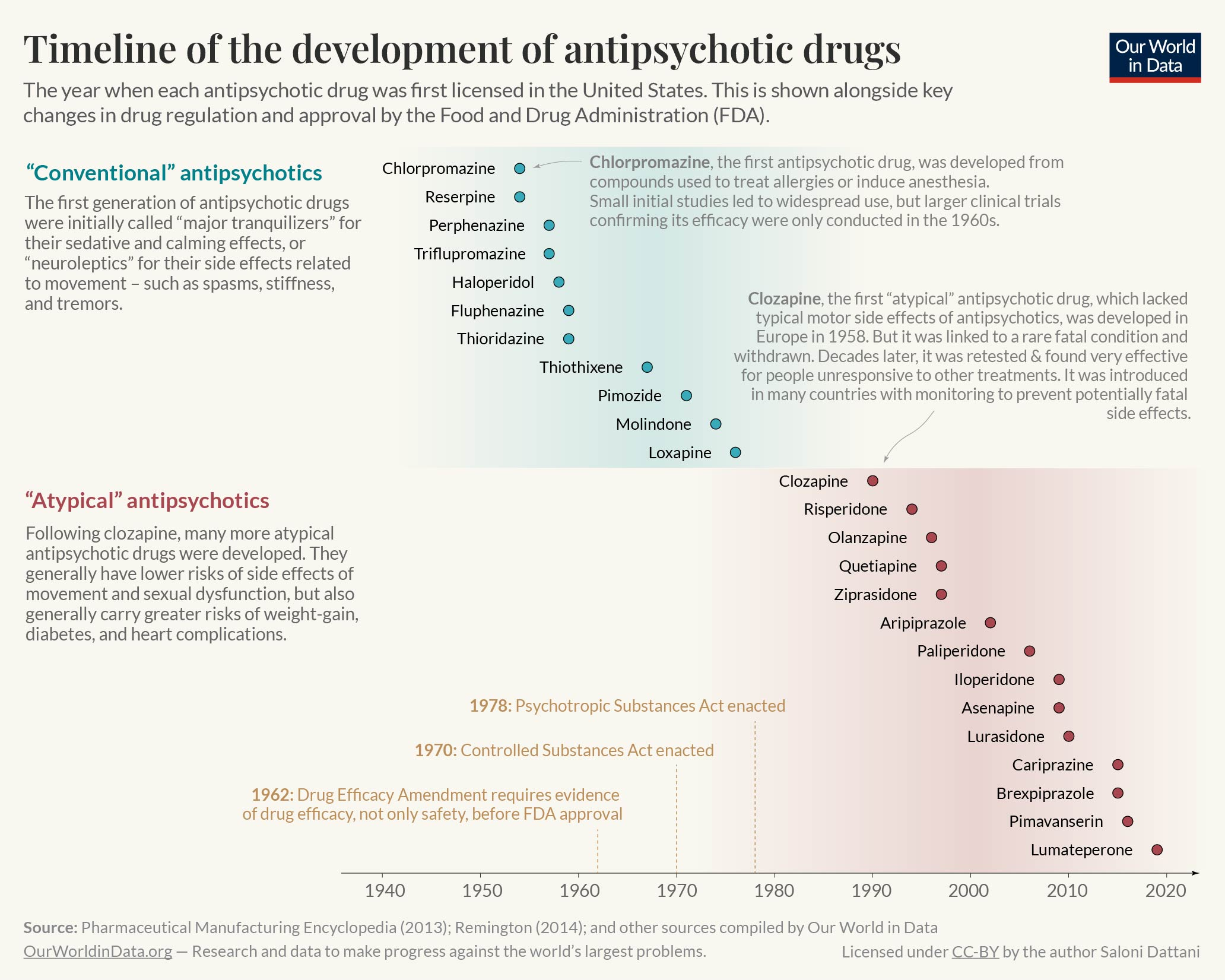
Cronologia do desenvolvimento dos medicamentos antipsicóticos

Os antipsicóticos se caracterizam por sua ação psicotrópica, com efeitos sedativos e psicomotores. Por isso, além de se constituírem como os fármacos preferencialmente usados no tratamento sintomático das psicoses, principalmente a esquizofrenia, também são utilizados como anestésicos e em outros distúrbios psíquicos.
O uso dos antipsicóticos é, hoje, conduta padrão na terapia de psicoses agudas. No entanto, nem todos os casos são tratados pelo grupo de medicamentos em discussão. Muitas vezes, podem-se utilizar também antidepressivos. O uso prolongado, se possível em pequenas doses, pode prevenir novas psicoses agudas. Vale lembrar que os antipsicóticos normalmente devem ser empregados em associação com técnicas não-farmacológicas (como psicoterapia ou socioterapia) para um melhor resultado.
Os neurolépticos, uma subdivisão dentro dos antipsicóticos, foram os primeiros remédios desenvolvidos para o tratamento de sintomas positivos da psicoses (alucinações e delírios); por isso, são também conhecidos como antipsicóticos típicos. Seus efeitos adversos são caracterizados por um conjunto de sintomas conhecido vulgarmente como impregnação ou efeitos extrapiramidais.

## Química
- Neurolépticos tricíclicos

Desde os anos 40, os neurolépticos tricíclicos fazem parte do arsenal terapêutico na Psiquiatria. Eles se caracterizam por possuírem uma fenotiazina tricíclica (por exemplo: clorpromazina, fulfenazina, levopromazina, perazina, promazina, tioridazina e Triflupromazina) ou um anel de tioxanteno (por exemplo: clorprotixeno e flupentixol). A Prometazina tricíclica foi primeiramente usada como anti-histamínico. A estrutura química dos neurolépticos tricíclicos é consideravelmente semelhante à dos antidepressivos tricíclicos. A diferença dos efeitos farmacológicos entre as duas classes está relacionada com a conformação tridimensional dos anéis tricíclicos.
- Dibenzepina

A esse grupo, pertencem os novos neurolépticos tricíclicos, sendo eles Clozapina, Olanzapina, Quetiapina e Zotepina. Eles possuem em sua estrutura química, respectivamente, anéis Dibenzodiazepina, Tienobenzodiazepina, dibenzotiazepina e dibenzotiepina.
- Butirofenona e difenilbutilpiperidina

O grupo da Butirofenona se caracteriza quimicamente pela presença do radical 1-fenil-1-butano.
Além do conhecido Haloperidol, vários outros neurolépticos foram desenvolvidos, como a Espiperona, que apresenta grande semelhança estrutural com a Butirofenona. Fluspirileno e Pimozida, representantes da difenilbutilpiperidina, são também utilizados com fins terapêuticos.
- Benzamida

Este grupo, representado pela Sulpirida e Amisulprida, além de apresentar efeito neuroléptico, também atua, de certa forma, melhorando o humor. 
- Derivados do benzisoxasol

Entre os atípicos, Risperidona e Ziprasidona, existe um paralelo de estrutura química, eles podem ser denominados parentes distantes do Haloperidol. O novo Aripiprazol apresenta alguma semelhança com as substâncias mais antigas. Enquanto a Risperidona atua de maneira fortemente antipsicótica, a Ziprasidona mostra um efeito mais relacionado com a Noradrenalina. Aripiprazol é um agonista parcial dos receptores dopaminérgicos, diferenciando-se, nesse ponto, dos outros Neurolépticos.
- Alcaloide:

O pentacíclico Rauwolfia-Alkaloide Reserpina tem apenas importância histórica no tratamento da esquizofrenia.

## Mecanismo de Ação
A superactividade das vias neuronais de dopamina no nível do sistema límbico cerebral é importante na patogenia da esquizofrenia. O receptor mais importante dessas vias é o receptor dopaminérgico D2. Os antipsicóticos funcionam como antagonistas do receptor D2, diminuindo a sua activação pela dopamina endógena. Os efeitos de controle sobre os sintomas da esquizofrenia surgem quando 80% dos receptores D2 estão bloqueados pelo antagonista. Atualmente, certos neurolépticos têm a capacidade de atuar nos receptores serotoninérgicos, acetilcolinérgico, histamínico e noradrenérgico. É importante lembrar que os neurolépticos são drogas sintomáticas, ou seja, elas não têm a função de curar uma doença psíquica. No entanto, na maioria dos casos, consegue-se eliminar os surtos de alucinações e ilusões, o que oferece ao paciente a possibilidade de distanciamento de sua própria doença, podendo, até mesmo, influenciar na acepção do seu estado doente. Os neurolépticos não interferem na lucidez ou no intelecto, mas podem, por vezes, sedar o paciente fortemente. Os neurolépticos atípicos podem melhorar a capacidade de concentração e de fala. Em algumas ocasiões, os neurolépticos, além de agirem antipsicoticamente, também mostram um efeito calmante.

## Potência dos Neurolépticos
Com a introdução dos Antipsicóticos na Medicina, como forma terapêutica, observou-se que, quanto maior a potência do medicamento, maior é seu efeito motor extra-piramidal, que traz indesejáveis efeitos colaterais. A potência dos Neurolépticos é avaliada pelo CPZ-Equivalente, que significa 1 mg de um outro neuroléptico corresponde a X mg de Clorpromazina. Por exemplo, tomando como padrão que a Clorpromazina possui um CPZe=1, o Haloperidol com CPZe=50 e a perfenazina com CPZe=10, isso significa que 1 mg de Haloperidol tem a mesma potência de 50 mg de clorpromazina, enquanto 1 mg de perfenazina tem a mesma potência de 10 mg de clorpromazina.
Os neurolépticos são classificados de acordo com sua potência.
- Baixa potência (CPZe<1,0): (por exemplo prometazina, levomepromazina, tioridazina e promazina)
- Média potência (CPZe=1,0-10,0): (por exemplo clorpromazina, perazina, Zuclopentixol, quetiapina[1] e ziprasidona [1])
- Alta potência (CPZe>10,0): (por exemplo perfenazina, flufenazina, haloperidol, aripiprazol[1] olanzapina [1], risperidona [1]e benperidol)

## Efeitos
Os efeitos destes fármacos demoram várias semanas de uso contínuo para se manifestarem na totalidade. As capacidades intelectuais do doente mantêm-se, mesmo com a administração continuada.
A distinção entre efeitos benéficos e adversos, no nível mental, é algo subjectiva. Os seguintes efeitos são moderados nas doses terapêuticas:
- Apatia
- Redução da iniciativa
- Diminuição das respostas emocionais
- Sedação

Outros efeitos adversos possíveis:
- Distúrbios no sistema motor extrapiramidal devidos aos efeitos não-intencionados na vias dopaminérgicas nigro-estriatais, nos receptores D1 (que regulam a coordenação motora), produzindo efeitos semelhantes à Síndrome de Parkinson (doença devida ao déficit de dopamina nestas vias).
- Tremores
- Movimentos involuntários (discinesias agudas)
- Rigidez dos membros (distonias agudas)
- Antieméticos (depressão do reflexo do vómito)
- Perda de expressividade facial (rigidez muscular da face):
- Discinesia tardia
- Disfrenia tardia
- Distonia tardia
- Acatisia tardia

## Usos clínicos
São usados no tratamento sintomático da esquizofrenia, em doses altas supressão das crises agudas; e, também, em outros distúrbios comportamentais.
Apenas são eficazes em cerca de 70% dos esquizofrénicos.

## Fármacos do grupo
Os antipsicóticos clássicos são os mais antigos. Os atípicos são os mais recentes, que têm esse nome porque têm menores efeitos adversos psicomotores (típicos para a primeira classe). Os clássicos atenuam apenas os sintomas positivos, enquanto os atípicos têm algum efeito limitado sobre os negativos.

### Clássicos ou típicos
Tradicionalmente, os neurolépticos típicos apresentam um efeito ímpar nos chamados sintomas positivos da esquizofrenia, como, por exemplo, Alucinações e Ilusões. Farmacologicamente, são antagonistas do receptor D2 da Dopamina. Exemplos em ordem decrescente de potência:
- Clorpromazina
- Haloperidol
- Flupentixol
- Fluspirileno
- Sulpirida
- Levomepromazina
- Clorprotixeno

### Atípicos
Os neurolépticos atípicos são caracterizados por um alto efeito nos receptores serotoninérgicos 5-HT-2A. Por conta disso, apresentam uma melhor atuação nos chamados sintomas negativos da esquizofrenia (isolamento social, apatia, indiferença emocional e pobreza de pensamento). Além disso, proporcionam menos efeitos extrapiramidais como, por exemplo, acatisia e parkinsonismo. Esses efeitos benéficos dão-se pela atividade desses fármacos nas vias nigroestriatal e mesocortical. 
- Clozapina
- Olanzapina
- Quetiapina
- Risperidona
- Amissulprida
- Ziprasidona
- Aripiprazol

## História
A clorpromazina foi a primeira a ser descoberta em 1947 pelo químico Paul Charpentier, e testada em animais por Simone Courvoisier nos laboratórios de química experimental da antiga Companhia Rhône-Poulanc, na busca de novos narcoanalgésicos em França, após a II Grande Guerra, tendo suas propriedades antipsicóticas pioneiramente vislumbradas, com sugestão de ensaios clínicos na indicação, pelo cirurgião francês Henri Laborit em 1952. 